# Шарлотт (Мічиган)
Шарлотт (англ. Charlotte) — місто (англ. city) в США, в окрузі Ітон штату Мічиган. Населення — 9299 осіб (2020).

## Географія
Шарлотт розташований за координатами 42°33′58″ пн. ш. 84°49′55″ зх. д. / 42.56611° пн. ш. 84.83194° зх. д. (42.566202, -84.831839).  За даними Бюро перепису населення США в 2010 році місто мало площу 16,82 км², з яких 16,70 км² — суходіл та 0,12 км² — водойми.

## Демографія
Згідно з переписом 2010 року, у місті мешкали 9074 особи в 3661 домогосподарстві у складі 2291 родини. Густота населення становила 539 осіб/км².  Було 3997 помешкань (238/км²).
Расовий склад населення:
| - 95,1 % — білих - 1,2 % — чорних або афроамериканців - 0,5 % — азіатів - 0,4 % — корінних американців |

До двох чи більше рас належало 2,0 %. Частка іспаномовних становила 4,6 % від усіх жителів.
За віковим діапазоном населення розподілялося таким чином: 26,0 % — особи молодші 18 років, 60,0 % — особи у віці 18—64 років, 14,0 % — особи у віці 65 років та старші. Медіана віку мешканця становила 35,8 року. На 100 осіб жіночої статі у місті припадало 93,3 чоловіків;  на 100 жінок у віці від 18 років та старших — 90,7 чоловіків також старших 18 років.
Середній дохід на одне домашнє господарство  становив 58 635 доларів США (медіана — 43 079), а середній дохід на одну сім'ю — 67 613 долари (медіана — 53 862). Медіана доходів становила 42 712 долари для чоловіків та 35 262 долари для жінок. За межею бідності перебувало 19,1 % осіб, у тому числі 29,8 % дітей у віці до 18 років та 15,1 % осіб у віці 65 років та старших.
Цивільне працевлаштоване населення становило 4016 осіб. Основні галузі зайнятості: освіта, охорона здоров'я та соціальна допомога — 21,5 %, виробництво — 20,2 %, роздрібна торгівля — 15,1 %, мистецтво, розваги та відпочинок — 11,7 %.